# Anna Carmen Schell
Anna Carmen Schell (Aschaffenburg, 1993. augusztus 3. –) német szabadfogású női birkózó. A 2019-es birkózó-világbajnokságon bronzérmet nyert a 68 kg-os súlycsoportban, szabadfogásban. A 2019-es birkózó Európa-bajnokságon 72 kg-ban ezüstérmet nyert.

## Sportpályafutása
A 2019-es birkózó-világbajnokságon a legjobb 16 közé jutás során a fehérorosz Mariya Mamashuk volt ellenfele, akit 8-6-ra legyőzött. Ezt követően a nyolcaddöntők során az azeri İrina Netreba, volt ellenfele, akit 5-2-re legyőzött. A negyeddöntők során a lengyel Agnieszka Jadwiga Wieszczek Kordus volt ellenfele, akit 5-3-ra legyőzött. Az elődöntő során azonban az amerikai Tamyra Mariama Mensah 10-0-ra győzött ellene. Viszont az amerikai birkózónő bejutott a döntőbe, így folytathatta a versenyzést. 
A 68 kg-os súlycsoport bronzmérkőzésén a japán Sara Dosho volt az ellenfele. A mérkőzést 4-1-re megnyerte.